# Carn de pollastre

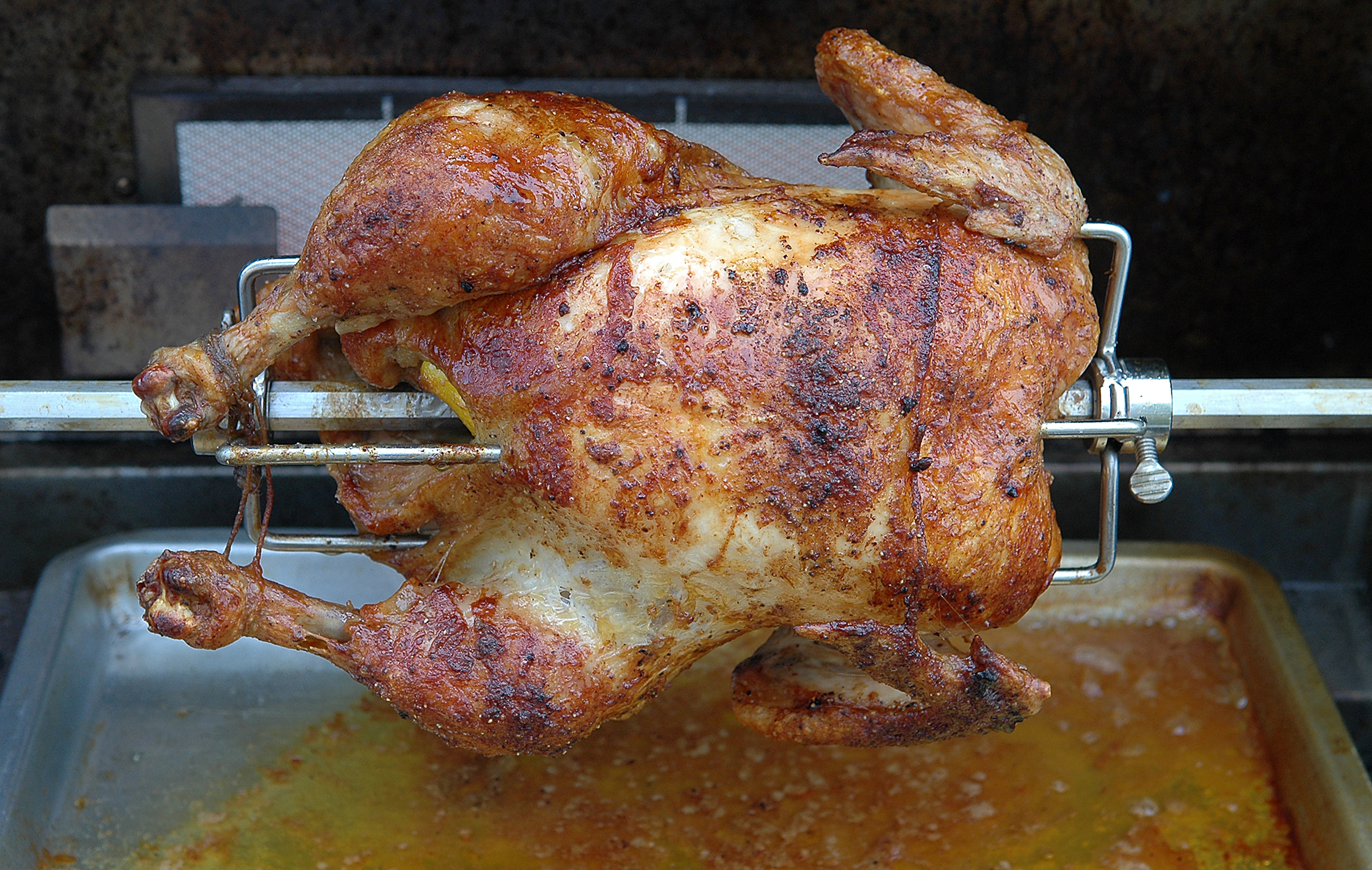
Pollastre rostit en un asador.

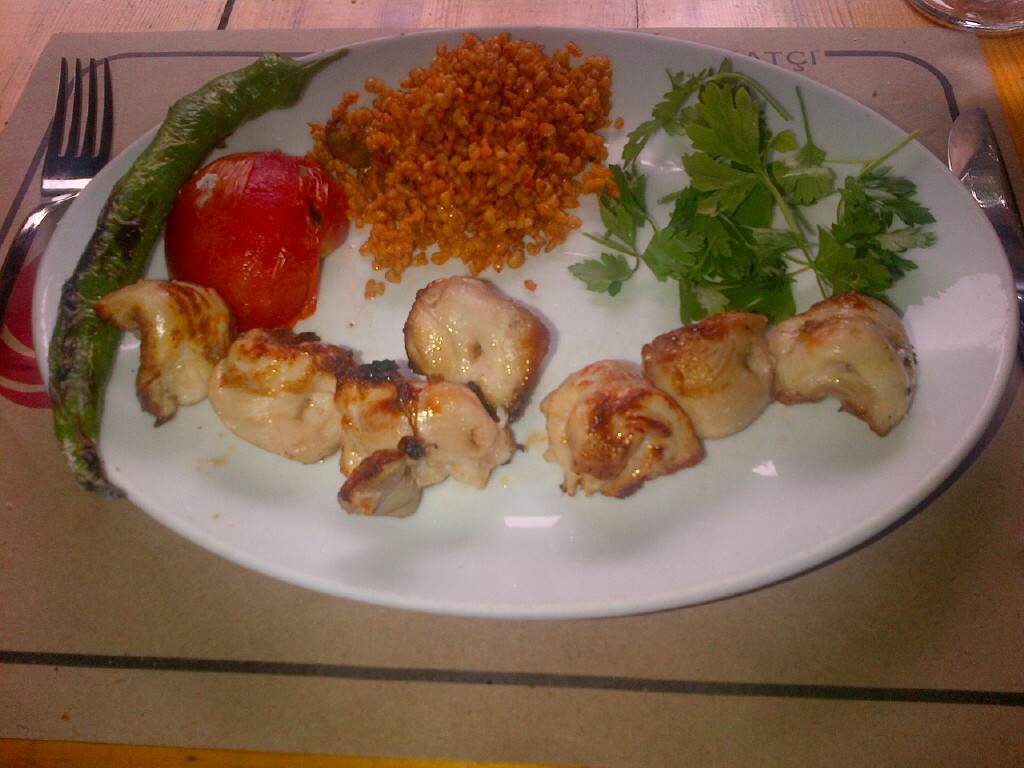
Şiş tavuk or tavuk şiş, amb bulgur, de la cuina turca.

La carn de pollastre és una carn d'au que s'extreu del pollastre. És el tipus de carn més comuna arreu del món, tal pel que fa a la ingesta com a la seva producció, i és preparada en una àmplia varietat de formes que varien segons la regió i la cultura.
La seva popularitat va lligada al seu baix cost de producció, ja que els pollastres poden ser sacrificats pel consum a partir dels dos mesos de vida. Tanmateix, la carn de pollastre es comercialitza en diversos graus de maduració, cosa que en fa variar la seva denominació:
- De pagès
- Pollastró
- Pularda
- Capó
- Gallina

L'aspecte i la textura de la carn està condicionat pel sistema utilitzat en la cria. En sistemes industrials es sol obtenir una carn més greixosa i blanca, mentre que la carn de pollastre ecològica és més magra, fosca, i amb més sabor.

## Propietats nutricionals
La carn de pollastre està composta d'aigua en un 70-75% de mitjana. Pel que fa a la resta, es calcula que la composició nutricional aproximada per unitat és la següent:
- Calories: 197,0
- Proteïnes: 29,8 g
- Carbohidrats: 0,0 g
- Greixos: 7,8 g

La carn de pollastre també conté vitamines del grup B, ferro, fòsfor i magnesi.
És el tipus de carn més present en les dietes per perdre pes.

## Varietats autòctones catalanes
A Catalunya hi podem trobar tres varietats autòctones de pollastre de les quals se n'aprofita la carn pel consum:
- Gallina del Prat
- Gallina del Penedès
- Gallina empordanesa